# Мурадем
Мурадем (алб. Muradem) је насељено место у општини Призрен, на Косову и Метохији. Према попису становништва из 2011. у насељу је живело 515 становника. Настало је насељавањем Арбанаса у 18. веку.

## Становништво
Према попису из 2011. године, Мурадем има следећи етнички састав становништва:
| Националност | 2011.        |
| Албанци      | 514 (99,80%) |
| недоступно   | 1 (0,20%)    |
| Укупно       | 515          |

| Демографија | Демографија | Демографија |
| Година      | Становника  | Становника  |
| ----------- | ----------- | ----------- |
| 1948.       | 114         |             |
| 1953.       | 115         |             |
| 1961.       | 136         |             |
| 1971.       | 181         |             |
| 1981.       | 226         |             |
| 1991.       | 420         |             |
| 2011.       | 515         |             |